# Nevasca da América do Norte em 2006
A Nevasca da América do Norte em 2006 foi uma tempestade do tipo nor'easter que iniciou-se na tarde de 11 de Fevereiro de 2006. A tempestade amontoou uma pesada neve por todo o nordeste dos Estados Unidos da América, desde Virgínia até o Maine, por toda a tarde de 12 de Fevereiro, e terminou no Canadá Atlântico em 13 de Fevereiro. As maiores cidades do nordeste, de Baltimore a Boston, receberam ao menos um pé de neve, com a maior quantidade acumulada de 68,3 cm (26,9 polegadas) de neve em Nova Iorque, a maior desde pelo menos 1869, quando iniciou-se o registro do acúmulo de neve.